# Dyltö
Dyltö (fi. Tyltty) är stadsdel nr. 76 i Björneborg, Finland. Stadsdelen ingår i Havs-Björneborg i väster finns Lillkatava och i söder Kirrisanden. Dyltö ingår i upptagningsområdet för Räfsö skolor.   På svenska används också namnet Styltö, som kommit in via finskan. Det ursprungliga svenska namnet är Dyltö.